# Desa Kalitengah (administrativ by i Indonesien, Jawa Timur, lat -7,51, long 112,71)
Desa Kalitengah är en administrativ by i Indonesien.   Den ligger i provinsen Jawa Timur, i den västra delen av landet, 700 km öster om huvudstaden Jakarta.